# حرارة كامنة

الحرارة الكامنة (بالإنجليزية: Latent heat)‏ أو الطاقة الكامنة (بالإنجليزية: Latent energy)‏ هي كمية من الحرارة اللازمة لتحويل المادة من حالة إلى أخرى لكل واحد كيلو جرام من المادة عند درجة حرارة ثابتة، وتعتبر من الخصائص المميزة للمادة، (أي من الحالة الصلبة إلى الحالة السائلة أو إلى الحالة الغازية)، وحدة قياسها هي الجول.
وهذا التعريف يرجع إلى جوزيف بلاك في عام 1750. والكلمة مستنبطة من الكلمة اللأتينية latere والتي تعني كامن أو مختبئ. إلا ان هذا التعريف قد استبدل حديثا بتعبير إنثالبي التحول.
مثلاً: الحرارة الكامنة حرارة تبخر، وبالنسبة للماء هي كمية الحرارة اللازمة لتبخير واحد كيلو جرام من الماء. ومن المعروف أن الماء يبدأ بالغليان في ظروف الضغط العادي عند درجة حرارة ثابتة وهي 100 درجة مئوية. وعند 100 درجة مئوية تظل درجة الحرارة ثابتة حتى يتحول كل الماء إلى بخار.
كذلك توجد لكل سائل سواء كان ماء أو زئبقاً أو نحاساً حرارته الخاصة به للبخر.
وبالتالي فكل مادة لها حرارة تبخر أو غليان وحرارة انصهار أو تجمد ويمكن تعيينها معملياً.
و هناك كمية حرارة أخرى للحرارة الكامنة وهي حرارة كامنة للتجمد حرارة انصهار. وهي كمية الحرارة اللازمة لتحويل 1 كيلوجرام من المادة الصلبة، مثل الحديد من الحالة الصلبة إلى الحالة السائلة. وهذا يحدث عند درجة حرارة معينة تختلف من مادة لمادة.
والمميز لذلك التحول من حالة إلى حالة أنه يحدث دائماً عند درجة حرارة ثابتة. أي أننا بتبريد الماء مثلا إلى درجة الصفر، يبدأ الماء في التحول إلى ثلج. وتظل درجة الحرارة ثابتة عند درجة الصفر المئوي رغم استمرارنا في التبريد، ولا تبدأ درجة الحرارة في الهبوط ثانياً إلا بعد تحول كل الماء إلى ثلج.
وخلال تحول المادة الصلبة إلى سائل وكذلك عند تحول السائل إلى الحالة الغازية لا بد من تزويد المادة بحرارة من الخارج، ولهذا يسمى هذا النوع من العمليات بأنها تمتص الحرارة. وبالعكس، عندما يتحول الغاز إلى سائل، أوالسائل إلى الحالة الصلبة ينتج عن ذلك حرارة ولذلك نقول عن ذلك النوع من التحول أنه يـُصدر حرارة أو مصحوباً بنشر للحرارة.
وعلى سبيل المثال عندما يتحول جزيئاً للماء من حالة السيولة إلى بخار فإن سطح الماء يفقد شيئاً من الحرارة وتنخفض درجة حرارة الماء. ذلك لأنه تلزم طاقة للتغلب على القوى الرابطة بين الجزيئات في الوسط السائل، بحيث يتحرر الجزيء ويغادر سطع الماء. وعند تكثف جزيء الماء وعودته وارتباطه بالماء ثانياً، فإنا يطلق تلك الحرارة ويعيدها إلى الماء، تلك الحرارة التي اكتسبها من قبل عندما تحول إلى بخار.
وبسبب الحرارة الكامنة (السخانة/الإنثالبية) العالية المقدار لتكثيف بخار الماء فهو يعتبر وسط ممتاز للتسخين ويفوق الماء المغلي في ذلك، إلا أن خطورته كبيرة في نفس الوقت.

## في الفيزياء والكيمياء

انصهار مادة صلبة نقية ثم تبخرها بعد تحولها إلى سائل : تغير درجة الحرارة مع زيادة زمن التسخين.

في الفيزياء والكيمياء جزء الطاقة الداخلية للمادة تتغير بحسب وجود المادة في طور الحالة الصلبة أو الحالة السائلة، والحالة الغازية.
فنعرف خلال عملية انصهار مادة أننا نمد المادة الصلبة بحرارة من أجل صهرها، تلك الحرارة التي يختزنها المادة التي أصبحت سائلة هي طاقة كامنة.
و حرارة التبخر هي الحرارة التي نعطيها لسائل لكي نحوله إلى بخار. وحرارة التبخر هي الحرارة اللازمة لتبخير مول واحد من المادة عند نقطة غليانها تحت الضغط القياسي (101.325 kPa)، تلك الحرارة أيضاً هي أحد أنواع الحرارة الكامنة التي تحتفظ بها المادة.
ولكي نحول الماء مثلاً إلى ثلج (حالة صلبة) لا بد من أن نسحب منه حرارة الانصهار ثانياً، أي نسحب منه الحرارة الكامنة الخاصة بالتجمد، وهي مساوية لحرارة الانصهار .
- تبين لنا الترموديناميكا (ديناميكا الحركة الحرارية) أن الحرارة الكامنة في المواد سواء كانت صلبة أو سائلة أو غازية تتعلق بحركة الذرات فيها.

## معادلة الحرارة الكامنة
لحساب الحرارة الكامنة تـُستعمل المعادلة:
{\displaystyle Q=mL\,}
حيث:
Q كمية الطاقة المُمتصة أو الصادرة من المادة أثناء تحولها من حالة إلى حالة بالجول
m كتلة المادة
L الحرارة الكامنة للمادة[ تختلف من مادة لمادة (أنظر الجدول)] (J kg−1).
أي أنه لتعيين الحرارة الكامنة لمادة معينة، نعين كمية الحرارة الناتجة أثناء تحول المادة من الحالة الغازية مثلاً إلى الحالة السائلة ونقسمها على كتلة المادة بالجرام أو بالكيلوجرام.

## استخدام الحرارة الكامنة في التدفئة

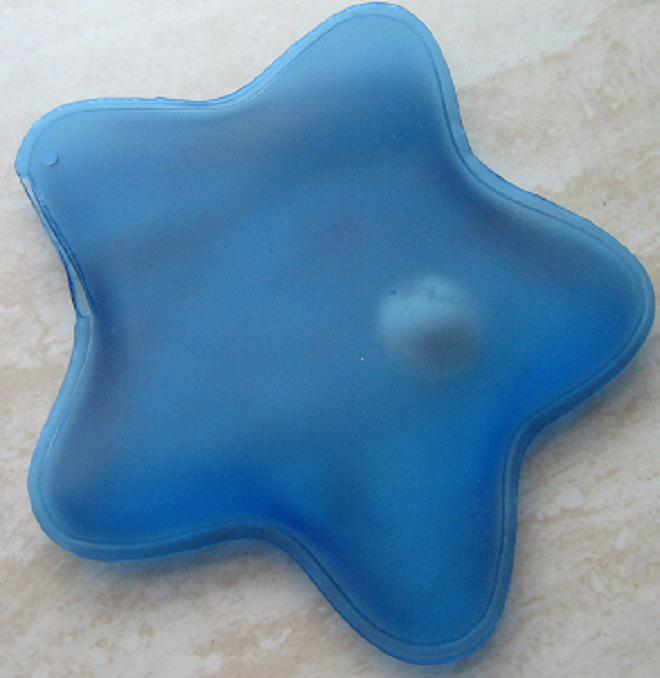
مدفئة للجيب تباع في البلاد الباردة

يستخدم الحرارة الكامنة وعلى الأخص الناتجة أثناء التحول من الحالة الصلبة إلى الحالة السائلة للتدفئة بوساطة عبوات مناسبة تباع في الأسواق في البلاد الباردة. فعند شحن العبوة، وتكون عادة من الأملاح أو البارافين، تنصهر المادة وتحتفظ بكمية كبيرة من حرارة الانصهار. وعند الاستخدام تنطلق تلك الحرارة ثانيا عند التصلب.

## الحرارة الكامنة لبعض المواد
| المــادة                           | حرارة كامنة انصهار J/g | درجة انصهار °C | حرارة كامنة للتبخر J/g | درجة الغليان °C |
| ---------------------------------- | ---------------------- | -------------- | ---------------------- | --------------- |
| كحول إيثيلي                        | 108                    | −114           | 855                    | 78.3            |
| الأمونيا                           | 332.17                 | −77.74         | 1369                   | −33.34          |
| ثاني اكسيد الكربون                 | 184                    | −78            | 574                    | −57             |
| هيليوم                             |                        |                | 21                     | −268.93         |
| هيدروجين(2)                        | 58                     | −259           | 455                    | −253            |
| رصاص                               | 23.0                   | 327.5          | 871                    | 1750            |
| نيتروجين                           | 25.7                   | −210           | 200                    | −196            |
| أكسجين                             | 13.9                   | −219           | 213                    | −183            |
| المثلج 2،1،1،1-رباعي فلورو الإيثان |                        | −101           | 215.9                  | −26.6           |
| المثلج R152a                       |                        | −116           | 326.5                  | -25             |
| تولوين                             | 72.1                   | −93            | 351                    | 110.6           |
| تربنتين                            |                        |                | 293                    |                 |
| ماء                                | 334                    | 0              | 2264.76                | 100             |

## انصهار مادة صلبة
عندما نقوم بتسخين مادة صلبة نقية تبدأ درجة حرارته في الارتفاع حتى تصل إلى نقطة الانصهار وتحول الحرارة التي يمتصها الجسم الصلب إلى سائل. خلال تلك الفترة تظل درجة حرارة النظام ثابته حتى تتحول كل المادة الصلبة إلى حالة سائلة (تحول الطور). وبعدما تتحول كل قطعة المادة الصلبة إلى سائل تبدأ درجة حرارة السائل في الزيادة مع استمرار التسخين. ويستمر ارتفاع درجة حرارة السائل بمواصلة التسخين حتى تصل درجة حرارته إلى نقطة الغليان، وعندها يبدأ السائل يتحول إلى بخار. وهذا أيضا هو تحول طوري آخر.
خلال عملية التبخير تبقى درجة حرارة النظام ثابتة. فمثلا بالنسبة للماء تظل درجة حرارة الماء الذي يغلى ثابته عند درجة 100 درجة مئوية حتى يتحول كل الماء إلى بخار. في هذه الأثناء يختزن البخار الحرارة التي اكتسبها خلال تحوله من حالة سائلة إلى طور حالة غازية في هيئة حرارة كامنة.
كمية الحرارة اللازمة لانصهار مادة ما تسمى حرارة انصهار أو انثالبي الانصهار أو الحرارة الكامنة للانصهار، وهي تقاس جول/مول، أو تقاس جول/كيلوجرام.
ويبين الشكل البياني تغير درجة الحرارة (المحور الرأسي) للمادة الصلبة مع زمن التسخين (المحور الأفقي). ونرى ثبات درجة الحرارة عند تحول المادة الصلبة إلى سائل، وكذلك ثبات درجة الحرارة عند نقطة الغليان أثناء تحول السائل إلى بخار .

## حرارة انصهار بعض المواد النقية
| المادة               | حرارة الانصهار (ألف جول/كيلوجرام) | حرارة الانصهار (ألف جول/مول) |
| -------------------- | --------------------------------- | ---------------------------- |
| الألمونيوم           | 398                               | 10,7                         |
| الرصاص               | 23,4                              | 4,85                         |
| الكروم               | 325                               | 16,93                        |
| الحديد               | 268                               | 15,0                         |
| الذهب                | 63                                | 12,4                         |
| الجرافيت             | 16750                             | 201                          |
| الكادميوم            | 55                                | 6,2                          |
| البوتاسيوم           | 63                                | 2,5                          |
| الكوبلت              | 291,8                             | 17,2                         |
| ثاني أكسيد الكربون   | 180                               | 7,9                          |
| النحاس               | 210                               | 13,3                         |
| المغنسيوم            | 373                               | 9,1                          |
| المنجنيز             | 264                               | 14,5                         |
| الصوديوم             | 113                               | 2,6                          |
| النيكل               | 301                               | 17,7                         |
| البرافين             | 200 ... 240                       |                              |
| الفسفور              | 21                                | 0,7                          |
| البلاتين             | 100                               | 19,5                         |
| الزئبق               | 11,81                             | 2,37                         |
| الأكسجين             | 13                                | 0,2                          |
| الكبريت l (monoklin) | 38                                | 1,2                          |
| الفضة                | 105                               | 11,3                         |
| السيليكون            | 1803,7                            | 50,66                        |
| شمع                  | 176                               |                              |
| ماء                  | 333,5                             | 6,01                         |
| الهيدروجين           | 59                                | 0,06                         |
| التنجستن             | 191,3                             | 35,2                         |
| الزنك                | 113                               | 7,4                          |
| القصدير              | 59                                | 7,03                         |

## حرارة تبخر بعض المواد النقية
حرارة التبخر أو إنثالبي التبخر لبعض المواد المعهودة مقاسة عند درجة غليان كل منها تحت الضغط الجوي القياسي:
| المادة     | حرارة التبخر (كيلوجول / مول) | حرارة التبخر (كيلوجول/كيلوجرام) |
| ---------- | ---------------------------- | ------------------------------- |
| الأمونيا   | 23.35                        | 1371                            |
| البوتان    | 21.0                         | 320                             |
| إيثانول    | 38.6                         | 841                             |
| الهيدروجين | 0.46                         | 451.9                           |
| ميثان      | 8.19                         | 760                             |
| الميثانول  | 35.3                         | 1104                            |
| بروبان     | 15.7                         | 356                             |
| فوسفين     | 14.6                         | 429.4                           |
| الماء      | 40.65                        | 2257                            |

## الحركة الاهتزازية
هناك نوع آخر من الطاقة الكامنة، نجدها مثلاً في البلورات كنظام ترموديناميكي. في البلورات تترتب الذرات في شكل شبكي ثلاثي الأبعاد حيث تتخذ كل ذرة موضعاً في البلورة وتكون محاطة بستة ذرات أخرى (في العادة): ذرتين فوق وتحت، وذرتين أمام وخلف، وذرتين على اليمين واليسار. و تقوم الذرة في موضعها هذا بحركة اهتزازية حول موضع الاتزان بفعل الحرارة المضافة.
وتتحكم الطاقة الكامنة في الحركة الاهتزازية للذرات، بحيث تعيد الذرة إلى وضع الاتزان عندما تتعداه إلى أقصى بعد عنه. وتقاس تلك الحركة الاهتزازية في المتوسط ب( kT/2 )حيث k ثابت بولتزمان و T درجة الحرارة بالكلفن.

## الطاقة الكامنة في الجزيئات
تتكون الجزيئات من ذرات مرتبطة بعضها ببعض. مثلا جزيئ الأكسجين أو النيتروجين يتكون من ذرتين. وجزيئ ثاني أكسيد الكربون يتكون من ثلاثة ذرات مرتبطة في شكل مستقيم وتتوسطهم ذرة (أو أيون) الكربون. ويتكون جزيئ الماء من ثلاثة ذرات تشكل مثلثا متساوي الضلعان وتتوسطتهم ذرة الأكسجين(تقدر زاوية المثلث عند ذرة الأكسجين بنحو 113 درجة). كل ذرات تلك الجزيئات تمارس اهتزازات حول موقع اتزانها وتعمل الاواصر بين الذرات مثل رباط المطاط وتسمح لها بالاهتزاز. وتقدر طاقة الکامنه لكل نوع من تلك الاهتزازات بمعدل المقدار (kT/2) حيث k هو ثابت بولتزمان و T هی درجة الحرارة بالكلفن.